# みのりの湯
天然温泉みのりの湯 柏健康センター（てんねんおんせん みのりのゆ かしわけんこうセンター）は、かつて千葉県柏市十余二にあった健康ランドである。2022年1月31日に閉館した。

## 概要
1986年に「柏健康センター」として開業した。千葉県などで当施設を含む4店舗の健康センターを運営していた株式会社創健の民事再生法申請（2005年）に伴う運営会社の変更を経て、2006年のリニューアルオープンの際に「みのりの湯」という名称となった。また、2008年4月より天然温泉の使用を開始した。
大浴場内には薬湯・ジェットバス・電気風呂・露天風呂など多種の風呂が設けられていたほか、サウナも設置されていた。レストランやリラクゼーションに加え、2006年の改装後に新設された岩盤浴などのヒーリング施設があった。
館内では大衆演劇が連日、月替わりで公演されていた。
跡地は商業施設となり、2023年12月22日にスーパーマーケットの「おっ母さん食品館」とドラッグストアの「クリエイトSD」が開業している。

## 施設

### 大浴場（内湯）
- 漢方薬湯（薬仁湯）
- ジャグジー・ジェットバス
- 水風呂
- 大風呂（天然温泉）
- 電気風呂
- 水風呂
- スタジアムサウナ
- 塩サウナ

### 露天風呂
- 露天岩風呂（天然温泉）
- 檜風呂（天然温泉。但し、イベントにより変更有）
- 木化石風呂
- 壺風呂（イベントにより変更有）

### ヒーリングゾーン
※入館料の他に別料金が必要である。営業時間は10時から23時（金・土・祝前日は深夜1時）まで。利用時間の制限はなし。
- 岩盤浴
- 岩塩浴
- スノースパ
- ゲルマニウム足浴

## 付随施設
- レストラン「プチもんど」
- お食事処「遊遊」
- ゲームコーナー
- 休憩室、男女別仮眠室
- 売店

## 各種サービス
- ボディケア
- リフレクソロジー 中国式足裏健康法
- タイ古式セラピー
- プトゥ・ラトゥ バリニーズ・オイル・トリートメント
- 韓国式アカスリ／エステ

## イベント
- スーパービンゴ
- カラオケイベント
- イベント風呂
- その他各種キャンペーン、サービスデー

## 交通
JR柏駅西口（企業バス乗り場）より無料送迎バスが運行されていた。